# Cis tridentatus
Cis tridentatus är en skalbaggsart som beskrevs av Mannerheim 1852. Cis tridentatus ingår i släktet Cis och familjen trädsvampborrare. Inga underarter finns listade i Catalogue of Life.